# بدری پاتارکاتسیشویلی
بدری پاتارکاتسیشویلی (به گرجی: ბადრი პატარკაციშვილი) (زاده ۳۱ اکتبر ۱۹۵۵ – درگذشته ۱۲ فوریه ۲۰۰۸) تاجر و میلیاردر گرجی و بنیان‌گذار هلدینگ رسانه ای ایمدی بود. وی بسیار درگیر سیاست و وارد رقابت انتخاباتی ریاست جمهوری گرجستان در سال ۲۰۰۸ شد و در این انتخابات با ۷٫۱٪ از مجموع آرا نفر سوم شد. علاوه بر تجارت و تأسیس شرکت‌های خرد و کلان وی نقش‌هایی چون ریاست کمیته ملی المپیک گرجستان، ریاست فدراسیون تجار گرجستان، قائم مقامی اول کانال یک روسیه و مدیریت کانال ۶ روسیه را عهده‌دار بود.
وی از فردی با خانواده ای فقیر به ثروتمندترین شهروند گرجستان با ۱۲ میلیارد دلار دارایی تبدیل شده بود.

## مرگ
وی سه شنبه شب ۱۲ فوریه ۲۰۰۸ در لیترهید درگذشت. جسد او برای تشریح به بیمارستان منتقل شد و مرگ وی برای پلیس مشکوک بود اما یکی از نزدیکانش مشکل قلبی را علت مرگ وی دانسته‌است.